# Andrew Toles

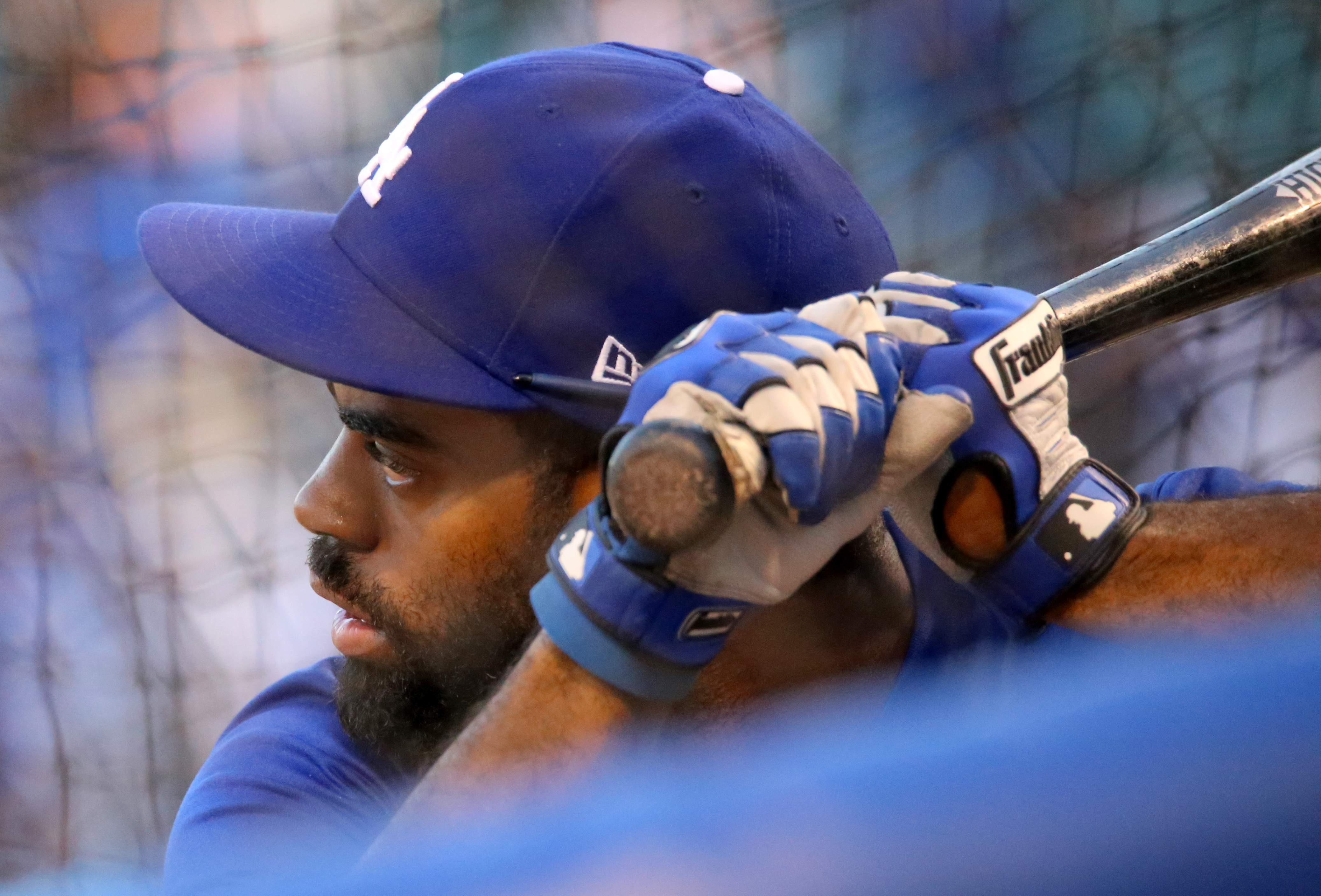
Alvin Andrew Toles, en práticas de bateo

Alvin Andrew Toles (nacido el 24 de mayo de 1992) es un jardinero de béisbol profesional estadounidense en la organización de los Dodgers de Los Ángeles.
Toles jugó béisbol universitario para la Universidad de Tennessee y el Chipola College . Fue seleccionado por los Rays de Tampa Bay en la tercera ronda del draft de las Grandes Ligas de 2012 y jugó para la organización hasta 2015. Firmó con Los Angeles Dodgers después de la temporada 2015 e hizo su debut en las Grandes Ligas en 2016, y aún permanece en la lista restringida del club a pesar de no haber jugado un partido desde 2018.

## Carrera de aficionado
Toles estudió en la escuela secundaria Sandy Creek en Tyrone, Georgia. Tras graduarse, los Marlins de Florida lo seleccionaron en la cuarta ronda del draft de las Grandes Ligas de 2010 . Decidió no firmar con los Marlins.
Toles se matriculó en la Universidad de Tennessee para jugar béisbol universitario con los Voluntarios de Tennessee . Fue nombrado miembro del equipo All-Freshman de la SEC en 2011. Sin embargo, fue despedido por el equipo de béisbol de Voluntarios ese mismo año. El entrenador de Tennessee, Dave Serrano, no especificó el motivo del despido de Toles, pero señaló "un cierto estándar de responsabilidad al que deben sujetarse todos los miembros del equipo". Después de la temporada 2011, jugó béisbol universitario de verano con los Brewster Whitecaps de la Liga de béisbol de Cape Cod y fue nombrado All-Star de la liga.
Toles luego se transfirió a Chipola College en el norte de Florida. Fue suspendido del equipo de béisbol de Chipola en 2012 por incumplir las normas del equipo.

## Carrera profesional

### Organización de los Rays de Tampa Bay
Los Rays de Tampa Bay seleccionaron a Toles en la tercera ronda del draft de las Grandes Ligas de 2012 . Firmó y recibió un bono por firmar de $ 369,700. Después de su primera temporada profesional, con los Princeton Rays de la Appalachian League de nivel novato en 2012 en la que bateó .281, Baseball America nombró a Toles como el mejor atleta y el corredor de base más rápido de la organización. En 2013, jugando para los Bowling Green Hot Rods de la Class A Midwest League, Toles lideró la liga en promedio de bateo y hits y fue nombrado Mid-and-Post-Season All-Star, Topps Class-A All-Star, un All-Star de la Organización MiLB.com y Jugador del Año de las Ligas Menores de los Rays.
En 2014, jugando durante dos meses con los Charlotte Stone Crabs de la Clase A-Advanced Florida State League, Toles fue criticado por el manager Jared Sandberg. Primero fue amonestado por no correr con fuerza hacia la primera posición y luego fue sacado de un juego por no esforzarse. Su manager dijo: "Si no juegas duro, no juegas... Vi jugar a Andrew el año pasado, y también salió del partido. Así que esta no es la primera vez." Toles dejó el equipo días después y finalmente fue colocado en la lista de inactivos por "motivos personales", perdiéndose dos meses de la temporada. Bateó .261/.302/.337 para Charlotte. Jugó seis partidos en agosto para los Gulf Coast Rays de la Gulf Coast League de nivel novato.
En 2015, Toles asistió a los entrenamientos de primavera con los Rays. Sin embargo, fue liberado antes de la temporada por motivos disciplinarios y no jugó béisbol profesional ese año.

### Los Dodgers de Los Ángeles
Toles firmó con los Dodgers de Los Ángeles después de la temporada 2015. Comenzó el 2016 con los Rancho Cucamonga Quakes de la Liga de California de Clase A-Avanzada, y fue ascendido a los Tulsa Drillers de la Clase AA Texas League y a los Oklahoma City Dodgers de la Clase AAA Pacific Coast League durante la temporada.
Los Dodgers lo llamaron el 8 de julio de 2016. Toles hizo su debut en la MLB como el jardinero central titular esa noche contra los Padres de San Diego y tuvo un hit en cuatro turnos al bate, un doble en su primera aparición en el plato, ante Andrew Cashner . Bateó su primer jonrón el 22 de agosto frente a Josh Smith de los Cincinnati Reds . Logró su primer Grand Slam el 31 de agosto frente a Adam Ottavino de los Colorado Rockies . Toles terminó la temporada con un promedio de bateo de .314 en 48 partidos, junto con tres jonrones y 16 carreras impulsadas. El mánager Dave Roberts comparó la temporada de novato de Toles con un "sueño". En la postemporada, bateó .364 en 22 turnos al bate.
Toles regresó a los Dodgers en 2017, formando parte de la alineación titular del Día Inaugural . Durante el primer mes de la temporada, fue el bateador principal de los Dodgers y el jardinero izquierdo titular contra los lanzadores diestros. Sin embargo, el 9 de mayo se desgarró el ligamento cruzado anterior de la rodilla derecha cuando se detuvo en la pista de advertencia en el Dodger Stadium, fue colocado en la lista de lesionados y se sometió a una cirugía que puso fin a la temporada. En 31 juegos bateó .271 con cinco jonrones y 15 carreras impulsadas.
En 2018 con los Dodgers bateó .233/.281/.300 en 17 juegos. Pasó la mayor parte de la temporada con Oklahoma City, donde bateó .306 en 71 juegos.
Toles no se presentó a los entrenamientos de primavera del 2019 y los Dodgers anunciaron que estaba lidiando con un asunto personal y que estaba fuera indefinidamente. Fue colocado en la lista restringida al comienzo de la temporada. Eventualmente se presentó al campamento el 30 de abril para un entrenamiento de primavera extendido pero dejó el club un mes después para regresar con su familia. No regresó al equipo durante la temporada 2019 y no apareció en ningún partido.

## Problemas de salud mental
Toles ha luchado contra problemas de salud mental, como el trastorno bipolar y la esquizofrenia. Mientras firmaba con los Rays y jugaba en las ligas menores, sufría ansiedad y tenía problemas para dormir. Como consecuencia, llegaba tarde al estadio y cometía errores mentales en el campo, lo que generó críticas del manager Jared Sandberg. Toles finalmente pidió que lo liberaran de los Rays y pasó un tiempo en un centro de tratamiento de salud mental en 2015. Entre las temporadas de las Grandes Ligas de Béisbol de 2015 y 2016, Toles pasó dos semanas trabajando en la sección de alimentos congelados de una tienda de comestibles de Georgia Kroger . En 2018, Toles fue diagnosticado con trastorno bipolar y esquizofrenia después de pasar dos semanas en un hospital de salud mental.
Toles fue arrestado y encarcelado por un delito menor de allanamiento de morada el 22 de junio de 2020, luego de que la policía lo encontrara durmiendo detrás del aeropuerto de Key West y negándose a abandonar la zona. Su dirección figuraba como "las calles de Key West". Aunque se retiraron los cargos, Toles continuó deambulando por hospitales y refugios para personas sin hogar hasta que su padre obtuvo su tutela.
A día de hoy, los Dodgers firman regularmente a Toles con contratos de $0 para que pueda tener acceso al seguro médico del equipo.

## Vida personal
Toles nació en Decatur, Georgia. Es hijo de Alvin Toles, quien jugó fútbol americano universitario en la Universidad de Tennessee y luego jugó en la Liga Nacional de Fútbol Americano .